# Bāskeleh-ye Vasaţ
Bāskeleh-ye Vasaţ (persiska: باسکله وسط) är en ort i Iran.   Den ligger i provinsen Kermanshah, i den västra delen av landet, 500 km väster om huvudstaden Teheran. Bāskeleh-ye Vasaţ ligger 1 458 meter över havet och antalet invånare är 232.
Terrängen runt Bāskeleh-ye Vasaţ är kuperad. Runt Bāskeleh-ye Vasaţ är det ganska glesbefolkat, med 43 invånare per kvadratkilometer. Närmaste större samhälle är Eslāmābād-e Gharb, 19,6 km norr om Bāskeleh-ye Vasaţ. Omgivningarna runt Bāskeleh-ye Vasaţ är i huvudsak ett öppet busklandskap.